# 鶏ちゃん
鶏ちゃん（けいちゃん）とは、岐阜県奥美濃地方の郡上市、飛騨地方南部の下呂市、下呂市に隣接する中津川市の北部で食べられてきた郷土料理である。「ケーちゃん」、「鶏ちゃん焼き」ともいう。

## 概要
元々は奥美濃地方の郡上市、飛騨地方南部の下呂市、中津川市北部の家庭料理である。1950年頃から食されていて、1960年頃から、地元の精肉店や居酒屋が独自に改良したと言われる。
鶏ちゃんの定義は、「一口大にカットされ、タレで味付けされた鶏肉料理」とされ、鶏肉に醤油や味噌をベースにニンニクや生姜などで下味を付けて焼くことで作られる。タレや鶏肉の部位は家庭や店、製造業者によって異なり、鶏の内臓を用いたもの、あるいは混ぜたものもあり、鶏の皮肉と内臓を混ぜたものを皮きもと称する。
2007年(平成19年)10月、鶏ちゃんの知名度、味・質の向上による食の拡大を目的に、「飛騨美濃鶏ちゃん協同組合」が設立された。

## 発祥
戦中から戦後、下呂や郡上の田舎で、卵を産まなくなった採卵用のニワトリを食べたのが鶏ちゃんの始まりと言われている。食肉が手に入りにくかった当時、鶏ちゃんは貴重な料理であり、盆や正月、親族の集まりや来客があるときなど、特別な時に振る舞われた。
下呂や郡上などで大規模な養鶏が始まった昭和30年代あたりから、毎日数羽単位で出てくる卵を産まなくなった廃鶏の有効活用をしようと、飲食店や精肉店等で下味の付いた鶏肉の販売が始まったことと、同じく下呂市内で、精肉店が主婦の要望から、味付けの鶏肉を販売するようになったことが鶏ちゃんの由来である。同時期、伊勢湾台風の復旧や大型ダムなど公共工事の拡大に伴う労働者向け飲食店が増加したことに伴い、飲食店のメニューとして拡がっていった。
鶏ちゃんが開発された当時は、下呂では地みそ、郡上では一般に流通していた市販のみそが使われていた。(郡上みそはまだ使われていなかった)
郡上では、特に北部で御母衣ダムなどの公共工事に伴って増えた労働者向けの焼き肉店などにおいてホルモン料理が出されるようになり、牛や豚の内臓肉に加え、鶏肉を用いるようになった。この際、味付けに当たって、朝鮮の労働者から味のアドバイスを受けたとする証言が多くある。
郡上の明宝地区では、戦後、羊の畜産を奨励し、ジンギスカンとして売り出したという歴史があり、昭和30年代に羊の飼育が衰退した後、養鶏が広がるに至って、ジンギスカンと同じく、廃鶏に下味をつけて食べるようになった。

## 関連する組織

### めいほう鶏ちゃん研究会
2007年、郡上市明宝地区で「めいほう鶏ちゃん研究会」が発足した。食を通して地域を元気にしようと様々な活動に取り組んでいて、明宝を元気にして、都会に出て行った若者たちの帰ってくる場所を残そうとしている。2010年9月には、第5回B-1グランプリに出展用の新作である『めいほう鶏ちゃん』を発表してB-1グランプリ初参加。2012年には、明宝鶏ちゃんの製造販売を手掛ける「株式会社明宝家」が設立された。

### 鶏ちゃん合衆国
アメリカ合衆国の州が独立国家とも言えるような高度な自治権をもちながらも国家主権を共有していることが岐阜県の鶏ちゃん文化と似ていることから、鶏ちゃん合衆国が設立された。古田肇岐阜県知事を顧問にあたる名誉大統領に据え、鶏ちゃんを提供する飲食店や鶏ちゃん関連商品などのメーカーを『州』、鶏ちゃんの小売りを専門に行う事業者を『自治区』と定め、独自の旗(星条旗をもじって鶏条旗)・国歌などを制定し、遊び心あふれながら活動を行っているほか、昭和30年代の鶏ちゃんの黎明期に鶏ちゃんの開発に携わり、以来一貫して鶏ちゃんの普及に努めてきた人を「人間国宝」に認定したり、創業以来約50年の歴史を持ち、以来、継続して鶏ちゃんの販売を続けているお店やメーカーを「歴史的鶏ちゃん」として認定したりしている。